# Pristimantis orcus
Espèce
Statut de conservation UICN

 LC  : Préoccupation mineure
Pristimantis orcus est une espèce d'amphibiens de la famille des Craugastoridae.

## Répartition
Cette espèce est endémique du Pérou. Elle se rencontre dans les régions de Loreto et San Martín entre 101 et 210 m d'altitude. 
Sa présence est incertaine en Colombie et en Équateur.

## Description
Les mâles mesurent de 20,0 à 25,1 mm et les femelles de 32,6 à 36,5 mm.

## Publication originale
- Lehr, Catenazzi & Rodríguez, 2009 : A new species of Pristimantis (Anura: Strabomantidae) from the Amazonian lowlands of northern Peru (Region Loreto and San Martin). Zootaxa, no 1990, p. 30-40.